# Vuelo 4892 de Alas
El vuelo 4892 de Alas tuvo lugar cuando una avioneta comercial que transportaba a seis pasajeros y al piloto se estrelló cerca del municipio de Piedecuesta, localizado en departamento de Santander (Colombia), el 24 de diciembre de 2014. Ningún ocupante sobrevivió.

## Hallazgo
La aeronave, inicialmente reportada como desaparecida en la noche del día 24 por la Aeronáutica Civil, fue localizada «por organismos de búsqueda y rescate (...) sin sobrevivientes», informó este organismo en un comunicado.
El vuelo cubría una distancia de escasos 60 km en línea recta entre la capital del departamento colombiano de Santander, Bucaramanga (ambas a 305 y 290 km respectivamente al noreste de Bogotá), y la ciudad de Málaga, en esa misma región, cuando debido a un desperfecto mecánico cayó a tierra alrededor de las 15:00 del 24 de diciembre (20:00 GMT).
El piloto, identificado como Carlos Rueda, reportó una falla en la presión del aceite del motor. La gobernación de Santander informó que tras el reporte, Rueda intentó sin éxito volver a Bucaramanga.
El sitio exacto donde cayó la aeronave fue en la quebrada "Platanal" de la vereda "Cabrera", en la zona de Mesa de los Santos. Esta área está muy cerca del municipio de Piedecuesta, más cercano a Bucaramanga, en un terreno escarpado, de difícil acceso.
Además, los cuerpos de dos de las víctimas salieron expulsados de la aeronave por el impacto y debieron ser localizados en los alrededores, mientras que los otros cinco cadáveres sí fueron encontrados en los restos del aparato.
El coronel Jesús Paredes, comandante de la Policía en Santander, agregó que la avioneta tenía un mecanismo para acuatizar, en el caso de emergencias, y que poseía un equipo de radiolocalización.
Diferentes medios locales reportaron que intentó aterrizar de emergencia, pero terminó estrellándose en las inmediaciones de la localidad de Piedecuesta, si bien la Aeronáutica Civil no consiguió hallar los restos de la aeronave hasta primeras horas del día 25. Como consecuencia del accidente murieron los seis pasajeros de la avioneta y el piloto.

## Víctimas
El periódico El Tiempo precisó los nombres de las víctimas. Estas son Óscar Gallo Durán, Mercedes Ramírez Bajaras, Claudia Meza Barrera, Germán Lizcano Duarte, Oliva Lizcano Duarte, Diana Carolina Bonilla Barajas y Carlos Rueda (piloto).

## Informes
La Aeronáutica Civil confirma que la aeronave... fue ubicada por los organismos de búsqueda y rescate... sin sobrevivientes.
Comunicado de la aerolínea Alas.

La avioneta pretendía cubrir las ruta entre las ciudades de Bucaramanga y Málaga, ambas en Santander y ubicadas respectivamente a 305 y 290 kilómetros al noreste de la capital colombiana.
Informe oficial.

La búsqueda se hizo durante la noche y se está en este momento trabajando en el rescate, que hay que hacerlo sobre el área con colaboración de un helicóptero por las difíciles condiciones geográficas de la zona.
Nelly García, oficial de bomberos de Piedecuesta.

Nos queda solo un cadáver por rescatar, ya fueron sacados seis y estamos terminando de hacer las labores de rescate.
Palabras de un bombero a la emisora Blu Radio al final de la tarde del día 25.

Vieron volando la avioneta muy baja cerca de la Mesa de los Santos, en el cañón del Chicamocha.
Jesús Paredes, comandante de la Policía de Santander.